# Calendari japonès

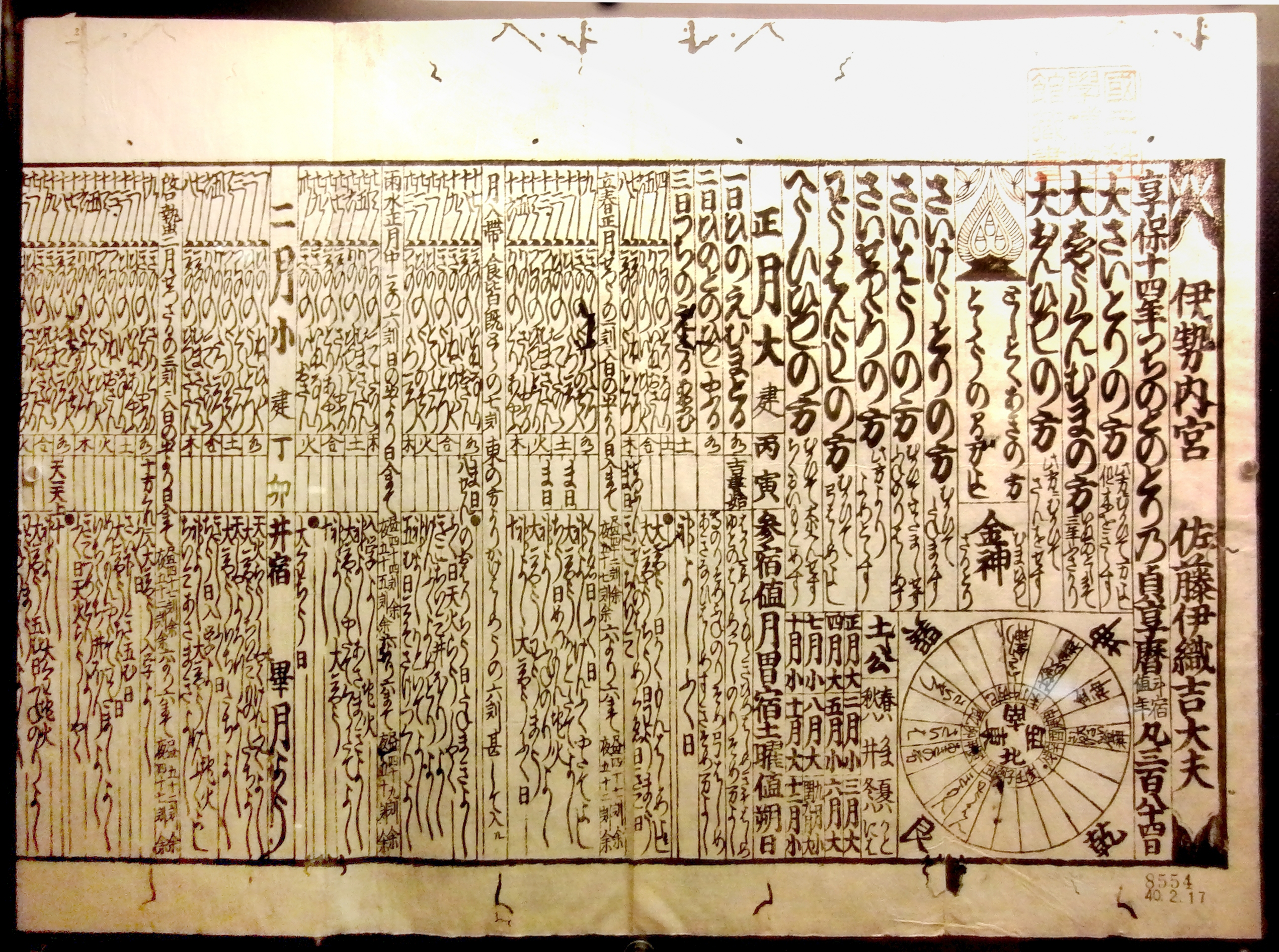
Calendari de 1729 publicat al Gran Temple d'Ise, tot seguint la convenció Jōkyō.

El calendari japonès inclou diversos sistemes oficials i no oficials. Des de l'1 de gener de 1873, Japó utilitza el calendari gregorià juntament amb les designacions de les eres japoneses que són els anys que l'emperador actual fa que està al poder. La forma escrita comença amb l'any, després el mes i finalment el dia, coincidint amb la norma ISO 8601.
Per exemple, el 16 de febrer de 2003 es pot escriure tant com 2003年2月16日 o bé 平成15年2月16日 (aquest últim seguint el sistema de l'any regnal). 年 significa "any", 月 o gatsu significa "mes" i finalment 日 significa "dia".
Abans, feia servir un calendari lunisolar adaptat del calendari xinès. L'antic calendari s'emprava des de l'any 660 aC, en temps de l'emperador Jinmu. En aquest calendari, els mesos coincidien amb els períodes lunars, de manera que el dia primer de cada mes coincidia amb la lluna nova i el quinzè amb la lluna plena. Com que aquesta distribució dels mesos tenia un cert desfasament respecte la durada total d'un any natural (una rotació sencera de la Terra respecte del Sol), s'introduí un mes extra (anomenat, en japonès, uruuzuki [閏月] o jungetsu [閏月]) cada tres anys.

## Anys
Des de la instauració del calendari gregorià, es feien servir tres sistemes diferents per comptar els anys:
- L'era comuna (西暦, seireki) d'origen occidental;
- L'era japonesa (年号, nengō), en la qual l'any es compta a partir del primer any de regnat de l'emperador[6] (per exemple, l'any 2009 és l'any Heisei 21);
- L'any imperial (皇纪, koki), comptat a partir de l'any en què, segons la mitologia, Japó va ser fundat pel Jinmu al 660 aC.[7]

Dels tres sistemes, els dos primers continuen vigents. El calendari imperial es va utilitzar entre el 1873 i el final de la Segona Guerra Mundial.

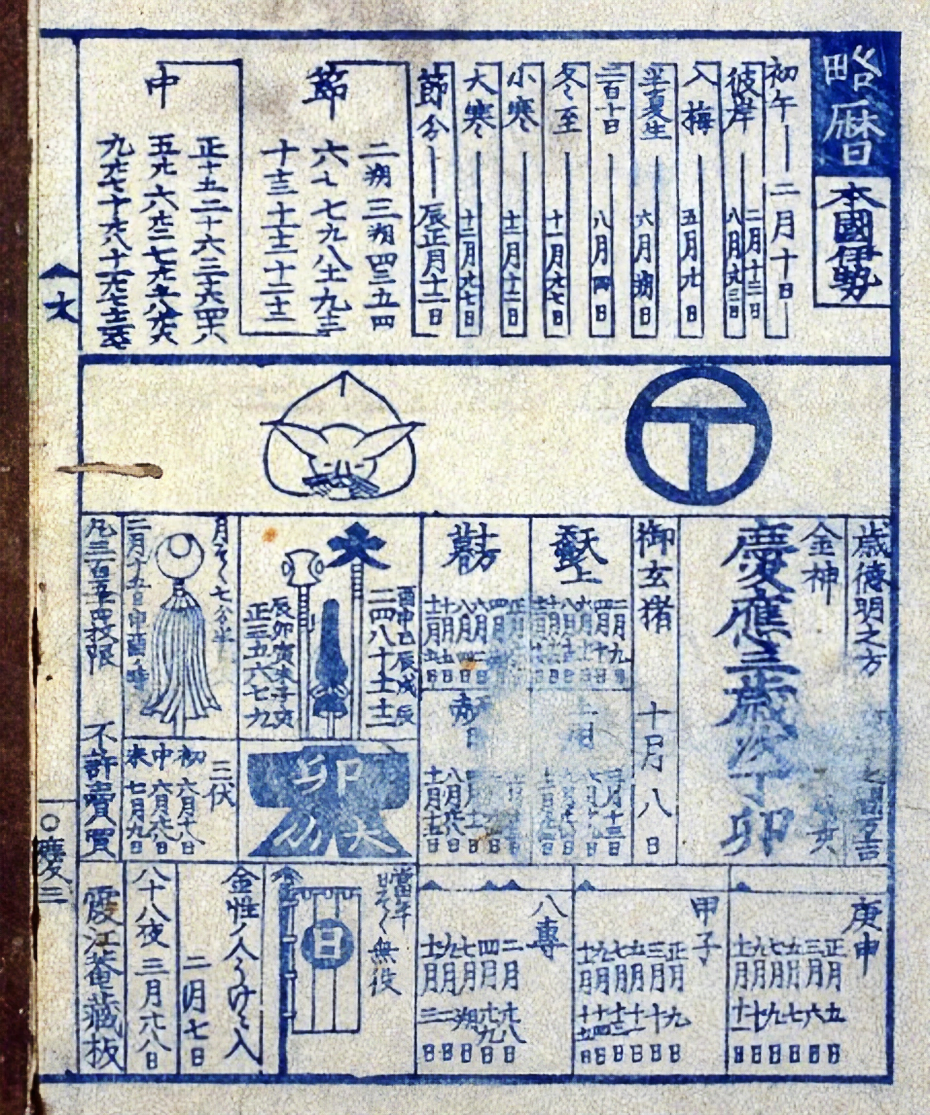
Calendari de color (xilografia de 1867)

## Format de data
El format de data utilitzat al Japó és molt sistemàtic, sobretot en l'escriptura. Per exemple, el dia d'avui es representa per:
2025年2月21日
El kanji 年 (nen) significa 'any', 月 (gatsu) significa 'mes'" i 日 (nichi) significa 'dia'. Els nombres també es poden representar amb kanji, però és molt comú la numeració aràbiga. Si cal especificar un determinat calendari, 西暦 (seireki, 'calendari occidental') denota el calendari gregorià, i per indicar l'era japonesa (nengō) es fa servir el nom d'aquesta era. Per exemple, 平成 (Heisei) per a l'era Heisei, que correspon al regnat de l'emperador Akihito. Com que l'any 1 de l'era Heisei correspon al 1989, l'any actual es pot expressar com:
平成37年
Des del punt de vista del llenguatge oral, la lectura dels anys i mesos és prou regular.

### Numeració japonesa
Aquesta taula indica els noms dels nombres de l'1 al 9, 10, 100 i 1000 en japonès:
|         | 1    | 2  | 3   | 4         | 5  | 6    | 7             | 8     | 9        | 10 | 100   | 1000 |
| Kanji   | 一   | 二 | 三  | 四        | 五 | 六   | 七            | 八    | 九       | 十 | 百    | 千   |
| Lectura | ichi | ni | san | yon (shi) | go | roku | nana (shichi) | hachi | kyū (ku) | jū | hyaku | sen  |

(Les lectures indicades entre parèntesis no són tan freqüents, però també s'utilitzen.)

### Anys
L'any s'expressa amb el nombre en japonès tot seguit de nen (any). Per exemple, l'any 2019 es llegeix "ni sen jū kyū nen"
Si es fa servir el calendari de l'era japonesa aleshores es posa el nom de l'era al principi seguit de l'any en nombres: "heisei san jū ichi nen".

### Mesos
Per als mesos, es fa servir el nom del nombre seguit de gatsu, encara que amb les indicacions següents:
- Abril (四月) és shigatsu i no * yongatsu;
- Juliol (七月) és shichigatsu i no * nanagatsu;
- Setembre (九月) és kugatsu i no * kyūgatsu.

Aquesta és la llista completa dels mesos en japonès:
| Mes      | Lectura     | Kanji        |
| -------- | ----------- | ------------ |
| Gener    | ichigatsu   | 一月, 1月    |
| Febrer   | nigatsu     | 二月, 2月    |
| Març     | sangatsu    | 三月, 3月    |
| Abril    | shigatsu    | 四月, 4月    |
| Maig     | gogatsu     | 五月, 5月    |
| Juny     | rokugatsu   | 六月, 6月    |
| Juliol   | shichigatsu | 七月, 7月    |
| Agost    | hachigatsu  | 八月, 8月    |
| Setembre | kugatsu     | 九月, 9月    |
| Octubre  | jūgatsu     | 十月, 10月   |
| Novembre | jūichigatsu | 十一月, 11月 |
| Desembre | jūnigatsu   | 十二月, 12月 |

### Dies
Els noms dels dies de mes presenten més irregularitats, sobretot per als deu primers dies:
| Dia | Kanji  | Romanització                      | Dia | Kanji    | Romanització    |
| --- | ------ | --------------------------------- | --- | -------- | --------------- |
| 1   | 一日   | tsuitachi (en ocasions ichijitsu) | 17  | 十七日   | jūshichinichi   |
| 2   | 二日   | futsuka                           | 18  | 十八日   | jūhachinichi    |
| 3   | 三日   | mikka                             | 19  | 十九日   | jūkunichi       |
| 4   | 四日   | yokka                             | 20  | 二十日   | hatsuka         |
| 5   | 五日   | itsuka                            | 21  | 二十一日 | nijūichinichi   |
| 6   | 六日   | muika                             | 22  | 二十二日 | nijūninichi     |
| 7   | 七日   | nanoka                            | 23  | 二十三日 | nijūsannichi    |
| 8   | 八日   | yōka                              | 24  | 二十四日 | nijūyokka       |
| 9   | 九日   | kokonoka                          | 25  | 二十五日 | nijūgonichi     |
| 10  | 十日   | tōka                              | 26  | 二十六日 | nijūrokunichi   |
| 11  | 十一日 | jūichinichi                       | 27  | 二十七日 | nijūshichinichi |
| 12  | 十二日 | jūninichi                         | 28  | 二十八日 | nijūhachinichi  |
| 13  | 十三日 | jūsannichi                        | 29  | 二十九日 | nijūkunichi     |
| 14  | 十四日 | jūyokka                           | 30  | 三十日   | sanjūnichi      |
| 15  | 十五日 | jūgonichi                         | 31  | 三十一日 | sanjūichinichi  |
| 16  | 十六日 | jūrokunichi                       |     |          |                 |

Tsuitachi és una relaxació de tsukitachi, que significa 'el primer del mes'. En el calendari tradicional, l'últim dia del mes rep el nom de 晦日 misoka. Actualment, són molt més comuns els noms dels nombres del 28 al 31 seguits de Nichi. De tota manera, misoka es continua emprant en contractes i altres documents per especificar que es refereix a l'últim dia del mes, independentment del nombre al qual correspongui. El darrer dia de l'any rep el nom de 大晦日 ōmisoka (el gran últim dia), terme que continua fent-se servir.

## Noms tradicionals dels mesos
Juntament amb els noms sistemàtics dels mesos al Japó, hi ha una altra nomenclatura tradicional que es continua fent servir, per exemple en la poesia, especialment en shiwasu. És comú prendre un d'aquests noms per indicar el mes en el paràgraf inicial d'una carta o l'agraïment en un discurs. Alguns, com Yayoi o Satsuki, s'utilitzen també com a noms de pila (femenins). Aquests noms també apareixen de tant en tant en el jidaigeki i en sèries de televisió o pel·lícules ambientades en el període Edo o en un d'anterior.
| Mes      | Nom tradicional    | Lectura                   | Significat                                                       |
| -------- | ------------------ | ------------------------- | ---------------------------------------------------------------- |
| Gener    | 睦月               | mutsuki                   | mes de l'amistat                                                 |
| Febrer   | 如月 o 衣更着      | kisaragi o kinusaragi     | canvi de roba                                                    |
| Març     | 弥生               | yayoi                     | primera vida, primavera                                          |
| Abril    | 卯月               | uzuki                     | mes del conill, mes de la Deutzia crenata (una planta amb flors) |
| Maig     | 皋月 o 早月 o 五月 | satsuki                   | mes ràpid, cinquè mes                                            |
| Juny     | 水无月             | minazuki o minatsuki      | mes de l'aigua                                                   |
| Juliol   | 文月               | fumizuki                  | mes de les lletres                                               |
| Agost    | 叶月               | hazuki                    | mes de les fulles                                                |
| Setembre | 长月               | nagatsuki                 | mes llarg                                                        |
| Octubre  | 神无月             | kannazuki o kaminashizuki | mes dels déus                                                    |
| Novembre | 霜月               | shimotsuki                | mes del gebre                                                    |
| Desembre | 师走               | shiwasu                   | els sacerdots corren                                             |

## Agrupacions de dies

### Setmana
Al Japó es fa servir una setmana de set dies, perfectament equiparable al calendari occidental. Va ser importada al Japó al voltant de l'any 800 de l'era comuna, i cada dia té un nom que correspon directament al que es fa servir a Europa. El sistema es va emprar poc més que per a propòsits astrològics fins al 1876, una mica després que el Japó adoptés oficialment el calendari gregorià. Fukuzawa Yukichi va ser una figura clau en la decisió d'adoptar aquest sistema com a font oficial dels noms dels dies de la setmana. Els noms provenen dels cinc planetes visibles, que al seu torn deuen el seu nom als cinc elements xinesos (foc, aigua, fusta, metall i terra), i de la Lluna i el Sol (yin i yang).
| Kanji  | Lectura   | Element         | Català    |
| ------ | --------- | --------------- | --------- |
| 日曜日 | nichiyōbi | Sol             | diumenge  |
| 月曜日 | getsuyōbi | Lluna           | dilluns   |
| 火曜日 | kayōbi    | Foc (Mart)      | dimarts   |
| 水曜日 | suiyōbi   | Aigua (Mercuri) | dimecres  |
| 木曜日 | mokuyōbi  | Fusta (Júpiter) | dijous    |
| 金曜日 | kin'yōbi  | Metall (Venus)  | divendres |
| 土曜日 | doyōbi    | Terra (Saturn)  | dissabte  |

### Jun
Al Japó, el mes també es divideix de forma regular en tres períodes de 10 dies anomenats jun (旬). El primer és el jōjun (上旬), el segon, chūjun (中旬), i l'últim, gejun (下旬). Sovint, es fan servir per a indicar dates aproximades, per exemple, "la temperatura és típica del jōjun d'abril", "s'espera la votació del projecte de llei al gejun d'aquest mes", de manera que s'equiparen les expressions "començament", "mitjans" i "finals de mes".

### Rokuyō
Els rokuyō (六曜, 'sis dies') o rokki (六辉) són una successió de sis dies basada en l'antic calendari lunisolar japonès. Es continuen trobant en els calendaris japonesos, i en la cultura japonesa s'associen amb la bona o la mala sort, per la qual cosa es fan servir per planificar cerimònies com matrimonis i funerals, encara que molts els ignoren en la vida quotidiana. Aquests són els rokuyō per ordre:
| Kanji | Lectura            | Significat | Nombre |
| ----- | ------------------ | --- | ------ |
| 先胜  | Sakigachi o senshō | Bona sort abans del migdia, mala sort després del migdia. Bon dia per començar un projecte (al matí). | 2      |
| 友引  | Tomobiki           | Els passaran coses dolentes als amics. S'evita fer funerals aquell dia, ja que el significat literal d'aquest dia és "tirar dels amics" i s'entén que el difunt podria portar la mort a algun dels presents al funeral. Els crematoris acostumen a tancar aquest dia. | 3      |
| 先负  | Sakimake o senbu   | Mala sort abans del migdia, bona sort després del migdia. | 4      |
| 仏灭  | Butsumetsu         | Simbolitza el dia en què va morir Buda, i es considera el dia menys afortunat. S'acostumen a evitar casaments i llançaments de nous productes. Alguns santuaris sintoistes tanquen aquest dia.                                                                        | 5      |
| 大安  | Taian              | El dia més afortunat. | 0      |
| 赤口  | Shakkō o shakku    | Bona sort a l'hora del cavall (de les 11 del matí a la 1 de la tarda), mala sort la resta del dia. | 1      |

El càlcul dels rokuyō consisteix a sumar el dia i el mes del calendari lunisolar, dividir aquesta suma entre 6 i quedar-se'n amb la resta, de manera que el dia 1 del primer mes sempre és senshō (resta 2), i a partir d'aquí els dies segueixen l'ordre indicat.
Aquest sistema no es va fer popular al Japó fins al final del període Edo.